# Grikurov Ridge
Grikurov Ridge är en bergstopp i Antarktis. Den ligger i Västantarktis. Argentina, Chile och Storbritannien gör anspråk på området. Toppen på Grikurov Ridge är 1 001 meter över havet.
Terrängen runt Grikurov Ridge är kuperad norrut, men söderut är den platt.  Trakten är obefolkad. Det finns inga samhällen i närheten. 